# Carl Georg Schwing
Carl Georg Schwing (* 7. Oktober 1778 in Stralsund; † 8. Mai 1858 ebenda) war ein deutscher Jurist und Bürgermeister von Stralsund.

## Leben
Carl Georg Schwing wurde 1804 als Advokat beim Hohen Tribunal in Greifswald zugelassen und zum Landgerichtssekretär in Bergen auf Rügen ernannt. Die Universität Greifswald ernannte ihn zum Notar und Richter. 1805 wurde er in den Stralsunder Stadtrat aufgenommen. Seine Wahl zum Bürgermeister folgte 1820. Als Abgeordneter vertrat er Stralsund auf dem ständischen Provinziallandtag der Provinz Pommern zwischen 1823 und 1843. 1837 war er Ältester der Bürgerschaft.
1840 wurde ihm der Rote Adlerorden mit Schleife verliehen, der 1855 auf Eichenlaub erhöht wurde. Schwing wurde 1843 zum Geheimen Regierungsrat ernannt. Der schwedische König Oskar I. verlieh ihm 1853 den Titel „Hofrat“ und 1855 das Kommandeurskreuz des Wasaordens. Auf der Stralsunder Spalding-Werft wurde 1855 ihm zu Ehren ein Schiff auf den Namen „Bürgermeister Schwing“ getauft.